# Basis Nord
Die Basis Nord war ein geheimer und nur kurzzeitig genutzter Stützpunkt der deutschen Kriegsmarine auf sowjetischem Gebiet im Zweiten Weltkrieg. Sie befand sich im Fjord Sapadnaja Liza westlich von Murmansk an der Barentssee bzw. an der Nordküste der Halbinsel Kola im hohen Norden Russlands. Die Einrichtung des Stützpunkts begann im Dezember 1939 und wurde wenige Monate nach der Besetzung Norwegens durch die Wehrmacht (Unternehmen Weserübung) im April 1940 abgebrochen.

## Geschichte
Auf die Unterzeichnung des Deutsch-Sowjetischen Nichtangriffspakts am 24. August 1939 folgte am 28. September 1939, nach der gemeinsamen Besetzung und Teilung Polens, die des Deutsch-Sowjetischen Grenz- und Freundschaftsvertrags. Bei dieser Gelegenheit fragte der deutsche Außenminister Ribbentrop an, ob die Sowjetunion der Kriegsmarine in Murmansk eine Basis zur Reparatur und Versorgung von U-Booten zur Verfügung stellen könne. Dies wurde, als Gegenleistung für zu leistenden Technologietransfer, prinzipiell zugesagt. Aus Besorgnis, dass derartige militärische Unterstützung für Nazi-Deutschland bekannt werden könnte, war die Sowjetregierung allerdings nicht bereit, einen deutschen Stützpunkt in einem belebten Hafen wie Murmansk einrichten zu lassen. Im Oktober bot sie daher nach weiteren Verhandlungen die Bucht Sapadnaja Liza am Südufer der Motowski-Bucht an. Dort gab es zwar noch keinerlei maritime oder sonstige Infrastruktur, aber der Fjord hatte den Vorteil, dass dortige Aktivitäten unschwer geheim zu halten waren, und die Kriegsmarine akzeptierte das Angebot. Der Fjord windet sich auf einer Länge von etwa 7 Seemeilen in südwestlicher Richtung in das Innere der Kola-Halbinsel, und der deutsche Marineattaché in Moskau berichtete nach einem Besuch im November 1939, dass die 80 bis 100 m hohen felsigen Steilküsten jeden Einblick in das Fjordinnere verhinderten, sowohl von See als auch von der damals etwa 25 km entfernten finnischen Grenze.
Die Einrichtung der geplanten Basis erwies sich dann jedoch als ungemein schwierig. Der Bau ausgedehnter permanenter Einrichtungen war aus politischen und logistischen Gründen nicht möglich und im Herbst 1939 auch noch nicht dringlich. Zunächst ging es darum, ein Minimum an Treibstoff, Öl und anderen Versorgungsgütern in der Bucht bereitzustellen (was mit der Verlegung von in Murmansk liegenden deutschen Handelsschiffen möglich gewesen wäre), denn Konteradmiral Dönitz, Befehlshaber der U-Boote, wollte bereits in der dritten Novemberwoche eine erste U-Boot-Versorgung durchführen lassen. Dazu kam es dann allerdings nicht, weil einerseits die Sowjets dies mit Einwänden und Ausflüchten verzögerten und andererseits Dönitz letztlich mit einer nur einmaligen Versorgungsaktion nicht zufrieden war.
Zunächst ließ die Kriegsmarine daher die zur Versorgung von U-Booten benötigten Versorgungsgüter nach Murmansk bringen und auf einige der dort festliegenden deutschen Handelsschiffe umladen.
Erst am 1. Dezember 1939 konnten die beiden HAPAG-Schiffe Phoenicia (4124 BRT) und die als Wohnschiff vorgesehene Cordillera (12,055 BRT), ein Passagierschiff, als erste Schiffe von Murmansk nach Sapadnaja Liza verlegen, wo sie am folgenden Tag eintrafen. Der Ende November aus Deutschland in Murmansk eingetroffene, mit wichtiger Ausrüstung und Material beladene Fischdampfer Sachsenwald (639 BRT) folgte erst am 9. Dezember, da er in Murmansk durch bürokratische Hindernisse aufgehalten worden war.
Die den Schiffen von den Sowjets zugewiesene Ankerstelle erwies sich allerdings als wenig geeignet, mit schlechtem Untergrund und wenig Schutz gegen die in dieser Jahreszeit häufig vorkommenden Stürme. Die Cordillera, deren hohe Aufbauten den starken Böen im Fjord viel Angriffsfläche boten, lief daher noch im Dezember nach Murmansk zurück und war schließlich am 8. Februar 1940 wieder in Hamburg. Schwerwiegender war, dass sich die Einrichtung effektiver Kommunikationsverbindungen zwischen Deutschland und der Basis Nord sich angesichts hinhaltenden sowjetischen Widerstands als sehr schwierig erwies. Erst mit der im Herbst und Winter 1939 von der Kriegsmarine zu einem sogenannten Stützpunktschiff umgerüsteten Jan Wellem, die am 20. Januar 1940 von Kiel nach Murmansk auslief, dort am 4. Februar (mit dem Stützpunktkommandanten an Bord) eintraf und dann schließlich in die Basis Nord verlegte, konnte die notwendige Ausrüstung geliefert werden.
Immerhin hatte die Phoenicia, die in Murmansk noch 900 Tonnen Material von der ebenfalls dort liegenden St. Louis übernommen hatte, ausreichend Versorgungsgüter für die ersten U-Boote an Bord, und die Basis Nord war damit schon im Januar grundsätzlich einsatzbereit. Die Entschlüsselungscodes für aus Norddeich übermittelte Funksprüche waren von der Sachsenwald mitgebracht worden, und mit der Jan Wellem kam dann auch das notwendige zusätzliche Marinepersonal technischer Spezialisten. Gegen Ende Februar wurde das ehemalige Walfangboot Wiking V der Jan Wellem zugewiesen und als Verkehrsboot in der Basis Nord und von dort nach Murmansk eingesetzt.
Obwohl beide Seiten höchsten Wert auf absolute Geheimhaltung legten, gab es bereits Ende Dezember in westeuropäischen Medien – der dänischen Nationaltidende, der französischen Paris-Soir und einem französischen Radiosender – erste Berichte über eine deutsche U-Boot-Basis in der Sowjetunion, wenn auch mit unzutreffenden Ortsangaben. Diese Meldungen wurden zwar von deutscher Seite als realitätsferne Gerüchte dementiert, sorgten aber dennoch auf sowjetischer Seite für Beunruhigung, insbesondere da man während des Winterkriegs (30. November 1939 bis 13. März 1940) befürchtete, Großbritannien könnte Finnland zu Hilfe kommen und die deutschen Schiffe entdecken. Nachdem im März 1940 auch die schwedische Stockholm Daily Press von einer deutschen U-Boot-Basis in der Sowjetunion sprach, schlugen die Sowjets – unter dem Vorwand, alliierte Luftaufklärer könnten die deutschen Schiffe in der Sapadnaja Liza entdecken – einen Wechsel in die Iokanga-Bucht, rund 300 km östlich von Murmansk, vor, was die Kriegsmarine jedoch ablehnte.

## Ende
Mit der bald darauf erfolgten, am 9. April 1940 mit der Invasion der wichtigsten Häfen eingeleiteten deutschen Besetzung Norwegens verlor die Basis Nord ihre strategische Bedeutung und war dann nur noch ein Symbol sowjetisch-deutscher Militärkooperation. Mitte Juni 1940 verließ die Phoenicia als letztes deutsches Schiff die Sapadnaja Liza. Am 16. September 1940 dankte Großadmiral Raeder in einem Schreiben dem sowjetischen Volkskommissar der Marine, Admiral Nikolai G. Kusnezow, für die bis dahin geleistete Unterstützung und verzichtete endgültig auf eine weitere Verwendung des Stützpunkts.